# Nagashibay Zhusupov
Nagashibay Zhusupov (RSS Kazaka, 1958 – Aqtöbe, 15 luglio 2019) è stato un liquidatore sovietico di origini kazake.
Fu uno dei primi soccorritori presso la centrale nucleare di Černobyl' nella notte del disastro di Černobyl', il 26 aprile 1986.

## Biografia
Nato nel Kazakistan, all'epoca RSS Kazaka, presumibilmente nel 1958, da giovane lavorò come contadino nella sua terra natia. Fu chiamato dall'Unione Sovietica a prendere parte alla liquidazione della centrale nucleare di Černobyl', a seguito dell'omonimo disastro del reattore n.4 avvenuto il 26 aprile 1986. Finita la liquidazione, il suo lavoro rimase sempre nell'ambito del nucleare, infatti lavorò nel poligono nucleare di Semipalatinsk come semplice operaio, dove venivano eseguiti i test nucleari.
I lavori di messa in sicurezza effettuati alla centrale di Černobyl', con l'esposizione alle radiazioni ionizzanti, ebbero ripercussioni sulla sua salute, facendolo trascorrere molto tempo in ospedale. A causa di esse, era tormentato da frequenti crolli psicologici e soffriva di depressione e cefalea. Lo stesso Nagashibay, riferendosi alle sue problematiche disse: «Nessuno ci ha detto perché ci avevano chiamato alla centrale. All'epoca, io guidavo i trattori. Dopo Černobyl', la mia salute è peggiorata. Ho anche lavorato nel sito di test nucleari di Semipalatinsk».
Il governo gli promise un alloggio e una pensione ben retribuita, promessa che non fu mantenuta. Zhusupov fu lasciato vivere con una pensione mensile di circa 39 euro a settimana, in un ostello.
Secondo gli amici di Nagashibay, lui si sentiva ingannato dal governo: «Credeva che la casa popolare fosse suo diritto, un riconoscimento doveroso per il suo sacrificio. Eppure, dopo dieci anni di attesa, ha scoperto che il suo nome era stato cancellato dalla lista. Questo lo ha distrutto».
Tornato in Kazakistan, fu costretto a vivere in un dormitorio con la famiglia perché il governo sovietico negò l'accesso ad una casa popolare a lui e ai suoi cinque figli. Il 15 luglio 2019 morì suicida, a causa dei ricordi, a 61 anni, lanciandosi da un palazzo nella cittadina di Aqtöbe, dopo aver visto la miniserie della HBO del 2019 Chernobyl.
Nagashibay venne ricordato dalla figlia 25enne Gaukhar Zhusupov. Lei riferendosi a suo padre disse: «Abbiamo visto tutti la serie di Chernobyl. Papà osservava le scene e ricordava con dolore tutti i momenti che ha dovuto attraversare. C’erano le lacrime nei suoi occhi mentre guardava il film».

## La sfida per l'identità
Ricevendo solo onorificenze formali, Bakitzhan Satov, presidente di un’organizzazione che rappresenta i liquidatori di Černobyl', provò a reinserirlo nella lista dei nomi dei liquidatori. In merito a ciò disse: «Avevo fatto causa perché il suo nome rientrasse nella lista per ottenere un appartamento. L’ultima volta che l’ho visto, continuava a rammaricarsi per non averlo ancora ottenuto. Credo si sia ucciso per non essere riuscito a ottenere una casa adeguata, in preda alla disperazione».